# Knarr

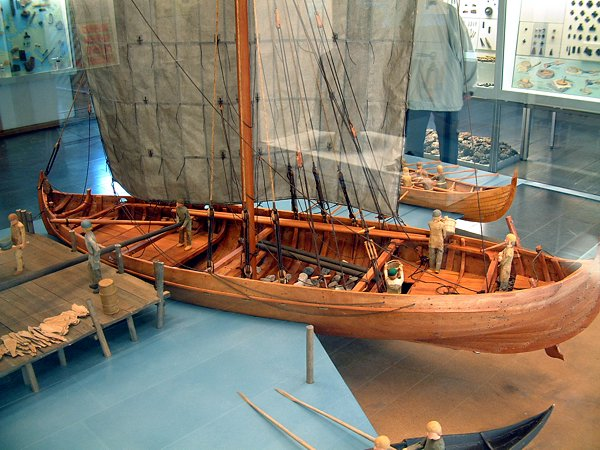
A knarr egy modellje

A knarr egy középkori északi kereskedőhajó, leghíresebb használói a vikingek voltak. A knarr ugyanazzal a klinkerpalánk építési móddal készült, mint a hosszúhajó, a karve, és a faering.

## Története
A knarr név a vikingek által használt északi germán nyelven hosszú tengeri útra épült hajót jelentett. Szállításra használták, szélesebb, mélyebb és rövidebb volt mint egy hosszúhajó, kevesebb ember több terhet tudott rajta szállítani. A hossza kb. 16 méter, szélessége 4,5 méter volt, terhelhetősége elérte a 24 tonnát. 
Elsősorban gyapjút, faanyagot, búzát, szőrmét, nyersbőrt, páncélt, szolgákat, mézet és fegyvereket szállítottak rajta. Ellátóhajóként is szolgált, mikor is ennivalót, innivalót, fegyvereket és páncélokat szállított a harcosoknak és a kereskedőknek a Balti-tengeren, Földközi-tengeren, és más vizeken. Rutinszerűen szelték át az Északi-Atlanti-óceánt birkákat és lovakat szállítva Izland, Grönland és Észak-Amerika viking településeire, árut a Brit-szigetek, a kontinentális Európa és (valószínűleg) a Közel-Kelet kereskedelmi telepeire.

Az egyetlen jól megőrzött knarr 1962-ben a dániai Roskilde-fjord sekély csatornájában volt , két hadihajóval, egy balti kereskedővel és egy komppal egyetemben. A régészek úgy vélik, hogy a hajókat azért helyezték el, hogy elzárják a csatornát az ellenséges portyázók ellen. Ma mind az öt, Skuldelev hajók- ként ismert hajót helyreállítva látható a roskildei Viking Hajómúzeumban .
Lehet, hogy a knarr Izland, Grönland és Vinland gyarmatosításában használatos volt, bár egy hasonló kis teherszállító hajó is szóba jöhetett ezeken az expediciókban.

## Fordítás
Ez a szócikk részben vagy egészben  a   Knarr című angol Wikipédia-szócikk ezen változatának fordításán alapul.  Az eredeti cikk szerkesztőit annak laptörténete sorolja fel. Ez a jelzés csupán a megfogalmazás eredetét és a szerzői jogokat jelzi, nem szolgál a cikkben szereplő információk forrásmegjelöléseként.